# Oporność na glikokortykosteroidy
Oporność na glikokortykosteroidy (oporność na kortyzol, zespół Chrousosa, ang.Chrousos syndrome, sporadic/familial glucocorticoid (Cortisol) resistance) – rzadka, uwarunkowana genetycznie choroba. Pierwszy przypadek opisał Vingerhoeds et al. w 1976 roku, tę samą rodzinę ponownie przebadali Chrousos i wsp. w 1982 roku. Spektrum objawów w oporności na glikokortykosteroidy jest szerokie, od przypadków praktycznie bezobjawowych do hiperandrogenizmu, niepłodności, męczliwości i (lub) nadciśnienia i (lub) zasadowicy hipokaliemicznej.